# Kabupaten Takalar
Kabupaten Takalar är ett kabupaten i Indonesien.   Det ligger i provinsen Sulawesi Selatan, i den centrala delen av landet, 1 400 km öster om huvudstaden Jakarta. Antalet invånare är 269 603. Arean är 567 kvadratkilometer.
Terrängen i Kabupaten Takalar är platt västerut, men österut är den kuperad.